# گچ‌دوست ساقه محصور
گچ‌دوست ساقه محصور (نام علمی: Gypsophila perfoliata) نام یک گونه از سرده گچ‌دوست است.